# Devin Ebanks
Pour les articles homonymes, voir Ebanks.
Devin Ebanks, né le 28 octobre 1989 dans le Queens à New York est un joueur américain de basket-ball. Il évolue au poste d'ailier fort.
Il joue deux saisons dans l'équipe universitaire des West Virginia Mountaineers puis se présente à la draft 2010 de la NBA. Il est sélectionné en 43e position par les Lakers de Los Angeles et signe un contrat le 12 août 2010. Le 11 juillet 2012, il prolonge son contrat d'un an.
Le 23 juillet 2018, il quitte son club de Sienne pour rejoindre le Champagne Châlons Reims Basket (CCRB) en France.

## Palmarès
- Champion de la Division Pacifique en 2011 et 2012 avec les Lakers de Los Angeles.